# Церковь Святого Фомы (Страсбург)
Церковь Святого Фомы (фр. Église Saint-Thomas de Strasbourg, нем. Thomaskirche Straßburg) — протестантский храм в центре города Страсбург (Эльзас, Франция). После того как Страсбургский собор снова стал католическим, церковь стала также известна как «Протестантский собор» (фр. la cathédrale du Protestantisme alsacien, нем. Kathedrale der Protestanten); впервые была построена в VI и расширена в IX веке; после пожаров 1007 и 1144 годов, в 1196 году началось возведение нового романского зального храма, продолжавшееся с серией перерывов до 1521 (уже в готическом стиле); является историческим памятником.

## История и описание
Около 600 года на месте церкви Святого Фомы в Страсбурге был основан бенедиктинский монастырь: его монастырская церковь была посвящена апостолу Фоме. В IX веке епископ Адалох (816—822) построил крупную новую церковь и здание монастырской школы — оба строения сгорели в 1007 году в результате пожара, вызванного попаданием молнии. После реконструкции, в 1031 году, монастырь был преобразован в коллегиальную церковь; ещё один разрушительный пожар, также вызванный молнией, произошёл в 1144 году. В 1196 году началось строительство нового здания, которое сочетало в себе «романскую массивность» и элементы ранней готики (в частности, готическую форму окон). Около 1270—1280 годов хор и трансепт были достроены уже в готическом стиле; неф был завершён ранее 1330 года. В итоге все строительные работы завершились в 1521 году, когда были добавлены боковые часовни — уже в стиле поздней готики. Здание имеет внутреннюю длину около 65 метров при внутренней высоте в 22 м.
В 1524 году церковь была приписана к лютеранской общине города; в тот период Мартин Буцер служил здесь в качестве пастора. И сегодня церковный фонд управляет несколькими начальными и средними школами города — наряду с протестантской семинарией, которая размещается в соседнем здании в стиле барокко.